# Александр Гінтон
Александр Лабан Гінтон (англ. Alexander Laban Hinton) є директором Центру вивчення геноциду та прав людини, заслуженим професором антропології та головою програми ЮНЕСКО запобігання геноциду в Ратґерському університеті. У 2011-2013 роках він обіймав посаду президента Міжнародної асоціації дослідників геноциду. Александр Гінтон був автором і редактором понад дюжини книг, у тому числі останнім часом «Це може статися тут: біла влада та зростаюча загроза геноциду в США» (Університет Нью-Йорка, 2021), «Фасад справедливості: випробування перехідного періоду в Камбоджі». [Архівовано 13 березня 2022 у Wayback Machine.] (Оксфорд, 2018) і Людина чи монстр? Суд над мучителем - червоним кхмером (Дюк, 2016).
У 2009 році Гінтон був нагороджений премією Роберта Б. Текстора з сім'єю за досконалість у випереджувальній антропології. З 2011 до 2013 професор Гінтон також був гостьовим професором Інституту перспективних досліджень у Прінстоні. У 2016 році він був свідком-експертом у Трибуналі над червоними кхмерами. Професор Гінтон також є співорганізатором Глобального консорціуму досліджень фанатизму та ненависті (2019-2024). На даний момент він завершує роботу над книгою «Антропологічні свідчення» про його досвід свідка-експерта в трибуналі червоних кхмерів у Камбоджі 2016 року.

## Біографія
Александр Гінтон — автор книг «Чому вони вбивали?» Камбоджа в тіні геноциду (Каліфорнія, 2005), Колоніальний геноцид корінних народів Північної Америки, Масове насильство: пам'ять, симптоми і відповідь, Прихований геноцид: влада, знання, пам'ять і Справедливість у перехідний період: глобальні механізми та місцеві реалії після геноциду масових насильств.
Зараз він працює над двома книжковими проєктами, пов'язаними з трибуналом над червоними кхмерами, перший з яких — «Людина чи монстр?» Суд над мучителем-червоним кхмером, що мав вийти в Duke University Press восени 2016 року. Він є академічним радником Центру документації Камбоджі, є членом Міжнародних консультативних рад таких журналів, як Genocide Studies and Prevention, Journal of Genocide Research і Journal of Perpetrator Research, а також є співредактором книжкової серії видань Ратґерського університету «Геноцид, політичне насильство, права людини». Він також брав участь як співорганізатор ініціативи Rethinking Peace Studies 2014-2016. 

### Наукові праці
- Biocultural Approaches to the Emotions (Cambridge University Press, 1999) ISBN 9780521655699
- Genocide: An Anthropological Reader (Blackwell, 2002) ISBN 978-0-631-22355-9
- Annihilating Difference: The Anthropology of Genocide (California, 2002) ISBN 9780520927575
- Why Did They Kill? Cambodia in the Shadow of Genocide (California, 2005) [Awarded 2008 Stirling Prize] ISBN 9780520241794
- Night of the Khmer Rouge (Paul Robeson Gallery, 2007)
- Genocide: Truth, Memory, Representation (Co-edited, Duke, 2009)
- Transitional Justice: Global Mechanisms and Local Realities after Genocide and Mass Violence (Rutgers, 2010) ISBN 978-0-8135-4761-9
- Hidden Genocides: Power, Knowledge, Memory (Co-edited, Rutgers, 2014) ISBN 978-0-8135-6162-2
- Colonial Genocide in Indigenous North America (co-edited, Duke, 2014) ISBN 978-0-8223-5763-6
- Genocide and Mass Violence (co-edited, Cambridge, 2015) ISBN 9781107694699
- Man or Monster? The Trial of a Khmer Rouge Torturer (Duke, 2016) ISBN 978-0-8223-6258-6

## Зовнішні посилання
- at Rutgers, The State University of New Jersey
- https://web.archive.org/web/20160723195441/http://dga.rutgers.edu/index.php/faculty/member/alexander-hinton/